# 美國恐怖故事：女巫集會
《美國恐怖故事：女巫集會》（英語：American Horror Story: Coven）是《美國恐怖故事》第三季，由FX有線電視網於2013年推出。首播於2013年10月9日，並在2014年1月29日結束。故事描述位於新奧爾良，一群女巫為了在臭名昭彰的賽勒姆女巫審判後的賽勒姆生存而戰。本季故事年代包含1830年代、1910年代、1960年代、1970年代和1990年代及近代。
本季為該系列首集播出後收視率最高的一季。本季共獲得17項黃金時段艾美獎提名以及金球獎最佳迷你劇集/電視電影提名。

## 劇情
聯合編劇萊恩·墨菲表示，此季的線索將隱藏於第二季的第十集。並說，本季故事背景是講述現代中的「女巫」。
在「塞勒姆審巫案」後，倖存下來的女巫後代幾乎滅絕，並再度陷入於危險之中。凡是遺傳到非常人的「女巫」血脈等人，總會莫名地遭到暴力攻擊。因此，一所設立於紐奧良的神秘女子寄宿學院便成為了「女巫庇護所」，讓擁有如此獨特血統的女性能夠受到一定程度的保護，不為外界所侵害。然而，當今巫力最強大的「超級女巫」費歐娜·古德卻長期怠忽職守，並未善盡領導「女巫集會」職責，一味仗勢其能力遊戲人間，同時履行自己不可告人的目的。費歐娜之女柯迪莉亞，則為「羅比喬克斯小姐菁英女子學院(Miss Robichaux's Academy)」院長，迎接了甫加入學院的新女巫柔依·班森，擁有悲慘經歷而轉至學院的少女。
劇情主要講述「女巫集會」與「巫毒教」兩派僵持數百年的敵對關係，以及「巫毒女王」瑪莉·拉馮與名媛連環殺手黛爾菲·拉勞里之間的歷史恩怨。其他主題包括「巫術」、「巫毒」、「種族主義」、家庭關係（母女）。
本季時間軸設於現代(2013年)，依劇情需要倒敘至1830年代及1970年代。

## 演員

### 主要演員

#### 女巫集會
- 莎拉·保羅森 飾演 柯迪莉亞·古德 (Cordelia Godde,原名柯迪莉亞·福克斯Cordelia Foxx)

現任「超級女巫」費歐娜之女，漢克的妻子，羅比喬克斯小姐菁英女子學院(Miss Robichaux's Academy)負責人，不孕症患者。
由於受到母親費歐娜的陰影，長期壓抑自己的能力。精通藥草學，擅長製作藥水。與費歐娜戰鬥的理念不同，柯迪莉亞習慣以和平的方式解決衝突。但柯迪莉亞也會不擇手段為了女巫集會最大利益及保護學生。在餐廳洗手間遭不明人士潑硫酸攻擊，導致其失明，但也開發出第二潛能天眼(Second Sight)，並以此發現了丈夫漢克的不忠及女巫集會眾人的秘密，並憑藉這個力量與母親日漸衰弱的能力，逐漸成為更加自信的領導者。與麥朵·史諾有著類似養母女的關係，視麥朵為親生母親一般。在麥朵報復女巫理事會後短暫恢復視力，但也因此失去天眼能力。而後期為了女巫集會而再次失明並重獲天眼。在麥朵的催促下意識到了自己能力，順利通過七大奇蹟的考驗，成為新任超級女巫並恢復視覺，帶領女巫集會走向光明。個人地獄為可悲的祈求費歐娜的認同，而永遠不斷遭受其賞巴掌。
- 泰莎·法蜜嘉 飾演 柔依·班森(Zoe Benson)

個性害羞的少女，羅比喬克斯小姐菁英女子學院新進學生，能力為「媚魔(Bitchcraft)」，為在性交時使對方過度興奮而奪取對方生命。
第一次與男友查理親密時不自覺發動能力而造成查理死亡。其母親害怕柔伊的力量而將她送至羅比喬克斯小姐菁英女子學院。與麥蒂森參加一次大學派對時結識凱爾(Kyle)並一見鍾情，後來一系列的意外凱爾被麥蒂森謀殺，因思念凱爾而重新將他復活。雖個性害羞天真，但目睹麥蒂森在派對被兄弟會成員輪姦後為了報復而使用其能力報復兄弟會成員。擅長施展咒術，後期因凱爾的鼓勵參與超級女巫的考驗，但在過程中意外死亡，後來在柯迪莉亞的考驗中重新復活。之後成為女巫集會理事及學校導師，教導後期女巫。個人地獄為凱爾不斷與她分手，並重複說不再愛她。
- 法蘭西絲·康諾 飾演 麥朵·史諾(Myrtle Snow)

女巫理事會成員，有著一頭奪人目光的橘色捲髮。能力為「真言」，能夠使人說出真話。
為柯迪莉亞敬重的長輩及視為母親般的存在，與費歐娜相互憎恨對方。過去與費歐娜為同期學生，經常譴責費歐娜的行為，並認為費歐娜殺害前任超級女巫。喜好精緻美食、高級時裝、首飾珠寶及浪漫主義者，與時裝設計師長期聯絡。忠於女巫集會和柯迪莉亞。在柯迪莉亞失明時因其他理事不公正的言行及費歐娜的誣陷而遭火刑，後來復活並謀殺理事會成員，挖了他們的眼睛使柯迪莉亞恢復視覺。最後在柯迪莉亞成為超級女巫後說服柯迪莉亞「斷除腐根」讓麥朵為自己的行為(謀殺女巫同行)負責，在柯迪莉亞不捨之下再次被施以火刑處決，以維持柯迪莉亞管理的威嚴。
- 莉莉·拉貝（英语：Lily Rabe） 飾演 米絲蒂·戴(Misty Day)

沼澤女巫，具有「起死回生」之能力。
原非女巫集會的一員，在其生活的地方因展現一次能力而被狂熱宗教信徒當成女巫而遭火刑，後來神秘復活，獨自生活在沼澤地。個性善良且鄙視殺戮行為，常感寂寞，可望家庭感覺。為史蒂薇妮克斯(Stevie Nicks)的超級粉絲。原先最被看好為下任超級女巫，但自己卻不願意成為超級女巫。在凱爾被柔伊及麥蒂森重新拼接遺體後幫助其復活。在麥朵火刑後也幫助其復活。在之後七大奇蹟的考驗中深受在個人地獄的折磨，而無法在時限中回歸，肉身消散在現世而靈魂永遠被困在地獄中。個人地獄為上學時的記憶，在解剖青蛙時因不忍心而將其復活，在老師的強制要求及同學的注視下將青蛙殺害並重新復活，無限循環。
- 艾瑪·羅勃茲 飾演 麥蒂森·蒙哥馬利(Madison Montgomery)

羅比喬克斯小姐菁英女子學院學生，具有「隔空操物」之能力。
知名好萊塢童星，在一次因為長期虐待她的導演惹惱她後，發動能力將導演殺害才發現自己是女巫。在與柔依參加派對時遭兄弟會成為下藥而被輪姦，被柔依救出後發動能力將兄弟會成員所搭乘的巴士翻覆，造成凱爾死亡。為答謝柔依(不論有意無意)報復輪姦她的成員，將柔依帶至停屍間並重新拼湊凱爾欲使其復活。與柔依與凱爾有著詭異的三角戀情。麥蒂森渴望人氣與時尚，並充滿自信(甚至自滿)。因其展現多項能力而被費歐娜認為是下任超級女巫的可能性變大，將其謀殺並交給斯伯丁藏匿至閣樓。後來藉由通靈版與其他女巫溝通後被找到肉身並復活，並在復活後感受不到任何痛苦或感覺。後期積極渴望超級女巫的位置，在七大奇蹟的考驗中因未能展現占卜能力而判定不是超級女巫，負氣之下離開學院，但在過程中因不願復活柔依而遭到凱爾掐死，被斯伯丁的靈魂將其肉身帶走並隱瞞其死亡。七大奇蹟時自己描述個人地獄為參與真善美的舞台劇演出，但自己不是女主角。
- 丹尼斯·歐海爾（英语：Denis O'Hare） 飾演 斯伯丁(Spalding)

羅比喬克斯小姐菁英女子學院管家，和費歐娜是舊識，啞巴。
1971年以來就保持沉默的服侍學院。喜歡家家酒及洋娃娃，並會穿著女性睡衣與娃娃一同玩耍。在麥蒂森被費歐娜謀殺後藏匿其屍體並把她裝扮成娃娃的一種，後來在女巫集會眾人逼問下謊稱自己謀殺了麥蒂森。在後來柔伊施咒使斯伯丁舌頭著魔並回到斯伯丁嘴裡，而使斯伯丁說出真相。在柔伊殺死他後靈魂一直徘徊在學院裡，並在後來幫助拉勞里夫人解決瑪莉·拉馮。在最後凱爾掐死麥蒂森後現身，並說自己是「管家」(the Help)。知道前任超級女巫為費歐娜殺害，但因為愛慕費歐娜而選擇自己割掉自己的舌頭以保持秘密。
- 潔西卡·蘭芝 飾演 費歐娜·古德(Fiona Goode)(萊莉·沃科飾演年輕時期的費歐娜(Young Fiona)

現任「超級女巫」，柯迪莉亞之母。
原本在洛杉磯過著奢華的生活，在米絲蒂·戴被殺害後回到學院教導女巫們戰鬥，並希望修復與柯迪莉亞的關係。曾與麥朵為同期學生，在權力的慾望之下殺害前任超級女巫安娜-李，而繼任為超級女巫。渴望永恆的生命，並積極尋找回春的辦法。在新任超級女巫崛起的可能下，費歐娜的能力日漸衰弱，並被診斷患有癌症，為尋求恢復青春，重新挖出拉勞里夫人並得知其不死不老的原因，試圖藉由巫毒女王瑪莉·拉馮尋求不朽的方法。在經歷各種失敗後得知唯一的方法是殺死正在崛起的超級女巫。在謀殺幾個學生之後越來越虛弱。後來與斧頭殺手密謀偽造費歐娜的死亡，使女巫集會開始七大奇蹟考驗選出下任超級女巫並殺害，使其恢復能力。但在得知柯迪莉亞為下任超級女巫後放棄念頭，在與柯迪莉亞坦白後，病逝於柯迪莉亞懷中。死後進入個人地獄，與斧頭殺手永遠的住在一起，並被雷格巴老爹嘲諷的注視。

#### 凡人
- 伊凡·彼得斯 飾演 凱爾·史賓賽(Kyle Spencer)

開朗的大學生，於兄弟會派對上邂逅柔依。
長期遭受母親的性虐待。大學時期是個積極樂觀的學生，夢想是成為一名土木工程師。在麥迪森用能力翻覆兄弟會的巴士時慘死在其中，後來在停屍間中被柔伊與麥迪森用其他兄弟會成員的殘肢重新拼接身體，並透過米絲蒂的幫助下復活。復活後因不適而造成崩潰，並且智力降低為兒童程度，並產生許多嚴重影響(如不太會說話、常受到謀殺之影響及像小孩一樣常常困惑)。與柔伊及麥迪森建立出特殊的三角關係，並在後期智力逐漸恢復後選擇與柔伊在一起。原為學院的「看門犬」，後來在斯伯丁死亡後繼任為學院的管家。

#### 過去時代
- 凱西·貝茲 飾演 黛爾菲·拉勞里(Delphine LaLaurie)

1830年代真實存在於紐奧良的名媛貴族，以虐殺奴隸聞名，有很嚴重的種族歧視，視黑人為奴隸。
起初搬到紐奧良時還為良善的女主人，親力親為，在一次殺雞後感受到虐殺的快感，後期甚至在房子的閣樓內建置處刑室，秘密的凌虐奴隸。因丈夫的出軌，個性逐漸傲慢，但非常憐愛家人，但對他們也是極度控制及折磨。在一次凌虐巫毒女王瑪莉·拉馮的愛人巴斯蒂安並讓他戴上牛首成為半人半牛的米諾陶後，遭瑪莉報復，讓拉勞里喝下不老不死藥，在被接露自己的醜行及家人們慘死在眼前後，在極度崩潰之下被瑪莉活埋在自家對面，並永遠的活在地底。在被費歐娜挖出來後短暫藏匿在學院中，並當成費歐娜與瑪莉對峙的籌碼，但也使得巫毒教與女巫集會重新燃體戰端。在學院中原先鄙視身為黑人的奎妮，但在長期相處後兩人產生微妙的關係。在一連串的事故之後重新燃起虐殺的慾望，但在瑪莉死亡後遭奎妮殺害。死後與瑪莉困在同一個地獄，被囚禁在牢籠中，眼睜睜看著瑪莉虐待自己的女兒而自己卻只能無能為力的嘶喊。

### 常設演員

#### 女巫集會
- 加布蕾·絲迪貝 飾演 奎妮(Queenie)

黑人女巫，具有「巫毒娃娃」之能力，可將自己造受的痛苦轉移至別人身上。
在城市中成長，為提圖巴(Tituba)後裔。一度遭受巴斯蒂安攻擊而死亡，被費歐娜復活。在費歐娜強行要求之下，拉勞里夫人成為其私人奴隸，兩人建立出奇妙的關係。奎妮盡可能的幫助拉勞里克服犯罪慾望及贖罪。在拉勞里動搖其與女巫集會的關係後，離開女巫集會並將拉勞里交給瑪莉，之後投靠巫毒教。在漢克屠殺巫毒教時運用能力將其反殺。曾一度進入個人地獄並返回，使其後來在七大奇蹟的考驗時最快從個人地獄返回，但因無法復活柔依而判定不是超級女巫。最終在柯迪莉亞的領導之下成為女巫理事會新任理事及導師，在學院中教導學生。個人地獄為過去打工的炸雞店面對無限排隊的客人。
- 潔咪·布魯爾 飾演 楠(Nan)

羅比喬克斯小姐菁英女子學院學生，具有「讀心術」之能力，能夠聽到他人內心想法。
年輕女巫，社交能力不足，常被其他學生低估。當她從拉勞里故居的地下聽到拉勞里的想法時，導致費歐娜將其挖出。在新鄰居盧克搬來後對他一見鍾情，但盧克的母親瓊卻非常討厭學院學生。麥蒂森死後因為聽不到麥蒂森的聲音而秘密聯絡女巫理事會。在漢克襲擊學院時，盧克意外被擊中，而在醫院昏迷時，楠透過能力使路克與瓊交流，並發現瓊的秘密。後來瓊謀殺路克並焚毀其屍體時，楠透過能心得知一切，最終利用精神控制迫使瓊喝下漂白水自殺藉此為盧克復仇。之後楠聽到被瑪莉綁架的嬰兒，與瑪莉對峙。瑪莉和費歐娜最後達成協議，將楠作為奉獻給雷格巴老爹的靈魂將其淹死，最後楠與老爹離開人世，並表示去地獄都比待在這裡好。
- 羅賓·巴蕾特 飾演 賽西莉·潘布洛克(Cecily Pembroke)

女巫理事會秘書。
個性非常保守和古典，使用打字機。被昆汀形容沒有魅力。她和昆汀同意以麥朵涉嫌害科迪莉亞失明而燒死麥朵。希望麥朵離開理事會，自己得以掌權。在麥朵復活後，被其下藥並挖了一隻眼睛使科迪莉亞恢復視線，後將其屍體分解。
- 萊斯利·喬登 飾演 昆汀·佛萊明(Quentin Fleming)

男巫，為女巫理事會同僚。
受到費歐娜幫助而成為知名暢銷作家，光彩奪目、傲慢無人。他和賽西莉同意以麥朵涉嫌害科迪莉亞失明而燒死麥朵。在麥朵復活後，被其下藥並挖了一隻眼睛使科迪莉亞恢復視線，後將其屍體分解。

#### 巫毒教
- 安琪拉·貝瑟飾演瑪莉·拉馮(Marie Laveau)

巫毒女王，法力強大，長生不老。
巫毒教為賽勒姆女巫集會主要對手，對於那些想要傷害她的人民的人，她是無法原諒的。存活數百年，在第9區擁有一家名為Cornrow City的美髮店。她聲稱在塞勒姆女巫審判之前，奴隸婦女蒂圖巴把美國塞勒姆的女巫和他們的後代作為禮物送給了他們。與費歐娜為死敵。她派情人巴斯蒂安與亡靈攻擊學院，因巴斯蒂安被殺而打破休戰，僱用女巫獵人漢克解決塞勒姆女巫。擅長執行生育儀式，利用轉變、懸浮和死靈的力量創造出可以賦予永生和精神的藥水。在漢克屠殺巫毒教後尋求女巫集會的庇護。她的長壽是將自己的靈魂賣給了雷格巴老爹（Papa Legba）。為了換取她的永生，她必須每年為老爹奉獻一個純潔的靈魂。在與費歐娜結盟，將楠謀殺並奉獻給雷格巴老爹。兩人亦對女巫獵人組織發起了清掃，永遠擺脫了威脅。後來遭到拉勞里的襲擊並被肢解，她的身體散落在紐奧良各處。由於無法履行給雷格巴老爹的承諾，他們的契約無效，最終去世。與拉勞里夫人困在同一個地獄，她被指示折磨拉勞里，直到永遠。起初，她很喜歡這個地獄，但是當身為母親的拉勞里看著她不得不折磨無辜的拉勞里女兒時，她發現自己並不比拉勞里殘暴，終究陷入循環。
- 藍斯·瑞迪克飾演雷格巴老爹(Papa Legba)

來自海地及紐奧良巫毒教的地獄守門人，亦為旅行之神、命運之神。
與瑪莉·拉馮制訂契約，以純潔的靈魂換取永生。後來費歐娜召見他，以她自己的靈魂換取永恆的青春，但被雷格巴老爹拒絕。最後瑪莉與費歐娜決定將楠溺死並奉獻給雷格巴老爹。在瑪莉被拉勞里夫人分屍後無法履行契約，在奎妮從個人地獄回來後說服雷格巴老爹將瑪莉的靈魂帶走，最後將瑪莉與拉勞里夫人困在同一個地獄裡。在費歐娜死後在其個人地獄中嘲諷地看著費歐娜。
- 黛娜·戈里爾 飾演 香朵(Chantal)

瑪莉身旁的女巫，亦為美髮店的設計師。
起初欲阻止瑪莉與女巫集會開戰，但後來還是順從瑪莉，輔助瑪莉的各種巫毒儀式。最後在漢克清掃巫毒教時死於他的槍下。

#### 凡人
- 佩蒂·盧波恩（英语：Patti LuPone） 飾演 瓊·拉姆齊(Joan Ramsey)

學院新搬來的鄰居，虔誠的基督教徒。
與兒子路克一同搬到學院隔壁，在麥蒂森與楠前往拜訪的過程中展現出不悅，並請離兩人時差點遭到麥蒂森的能力被刀擊中，在見證窗簾燃燒(麥蒂森所為)後前往學院警告費歐娜讓學生遠離他們家，否則就報警。在漢克襲擊學院時遭到槍殺，但後來被米絲蒂復活。在路克昏迷時透過楠與路克的交流中得知，因瓊不願與丈夫離婚而謀殺丈夫，最後為了保守秘密將昏迷的路克悶死。在被楠聽到內心後得知一切，憤怒之下被楠利用心靈操控喝下漂白水而死，以作為殺害路克的復仇。
- 亞歷山大·卓拉蒙（英语：Alexander Dreymon） 飾演 路克·拉姆齊(Luke Ramsey)

學院新搬來的鄰居，瓊的兒子。
剛搬來時因打赤膊而深受女巫們注意，在麥迪森與楠前往拜訪的過程中對楠表現出注意。後來在萬聖夜送餅乾去學院以表達楠送蛋糕的謝禮時遭到瑪莉的亡靈襲擊而被困在學院，而隔天遭到漢克襲擊時頭部中彈昏迷。昏迷期間可以與楠進行心靈交流，從而得知母親的祕密，最終被瓊用枕頭悶死。
- 喬許·漢米爾頓 飾演 漢克·福克斯(Hank Foxx)

柯迪莉亞之夫。
表面上為一名承包商，實為「職業女巫獵人」，其父親亦為女巫獵人，與父親關係不和，僅為收集情報而遣伏在學院。對於妻子的利益而與費歐娜對立。過去的三年中，他殺死了九名塞勒姆女巫後代，包括凱莉（Kaylee）。受雇於瑪莉，被指派清掃學院，但因未能達成而被瑪莉生命威脅，最後一人襲擊巫毒教而被奎妮的能力反殺。

#### 過去時間軸
- 丹尼·休斯頓 飾演 斧頭殺手（英语：Axeman of New Orleans）(The Axeman)

真實存在於1910年代連續殺人兇手，因其使用斧頭殺人而得名，真實身分未知。
1919年受到學院引誘進入，最終遭女巫刺死。當柔依使用通靈板尋找麥蒂森時，其靈體被帶到到現代。在威脅柯迪莉亞後，柔依將其靈體釋放離開學院。後期與費歐娜相識，並愛上她，費歐娜利用斧頭殺手植入費歐娜假死的意象並使斧頭殺手前往學院對女巫展開復仇，但最終遭到眾女巫刺死，如同1919年那般。死後出現在費歐娜的個人地獄，兩人永遠的生活在一起。

### 次要角色

#### 女巫集會
- 克莉絲汀·艾伯索 飾演 安娜-李·萊頓(Anna-Lee Leighton)

前任超級女巫。
曾與瑪莉·拉馮協議休戰。在費歐娜還是學生時期曾直言費歐娜過於自私，如果接任超級女巫會將女巫集會走向毀滅，發誓不會將超級女巫的位置讓給費歐娜，最終被亟欲奪權的費歐娜割喉殺死。
- 史蒂薇·尼克斯 飾演 她自己(herself)

米絲蒂的偶像，知名歌手。
受費歐娜邀請給米絲蒂驚喜，到學院內為女孩們演奏Rhiannon與Has Anyone Ever Written Anything for You?。被稱為「白女巫」。在最後一集中演唱Seven Wonders祝福女孩們七大奇蹟的考驗順利後離開學院。
- 亞歷珊卓·布瑞肯瑞吉 飾演 凱莉(Kaylee)

女巫，能力為「火焰操控」。
因為放火燒死欲退婚的未婚夫，而遭到起訴。在來到學院與柯迪莉亞面談後放棄進入學院。與漢克在網路上認識，在與漢克偷情後遭漢克槍殺(實為漢克故意認識並以女巫獵人名義殺害)。
- 葛瑞絲·古默 飾演 米莉(Millie)

1919年的學院學生，具有「移行幻影」能力。
因看不慣斧頭殺手在報紙上的「威脅預告」，聯合其他學院學生引誘斧頭殺手進入學院，後將其刺殺，終結斧頭殺手的恐怖時期。

#### 凡人
- 梅爾·溫寧漢 飾演 艾莉莎·史賓賽(Alicia Spencer)

凱爾之母。
在成為單親家庭後希望凱爾成為一家之主的責任與依靠，精神異常，性侵害傾向在凱爾童年留下陰影，造成不健康的母子關係。在凱爾死亡時一度想上吊自殺，而在柔依帶回復活的凱爾後又再度恢復過去生活，但察覺到卡爾有異。在試圖誘惑凱爾時遭凱爾殺害。
- 麥克·克里斯多福 飾演 哈里遜·雷納德(Harrison Renard)

漢克之父，女巫獵人。
德爾福信託基金會（Delphi Trust）的負責人，表面上為知名企業，實則為在幾世紀前成立消滅女巫集會及巫毒教的兄弟會。疼愛自己的兒子但覺得其在女巫獵人的能力不足，造成父子關係扭曲。原本希望費歐娜與瑪莉達成停火協議，以挽救自身企業生意，但費歐娜與瑪莉結盟下與其他的女巫獵人被斧頭殺手砍死，自己則遭費歐娜砍死。

#### 其他
- 阿米爾·巴拉卡 飾演 巴斯提安／米諾陶洛斯(Bastien / Minotaur)

為德爾菲所囚禁之奴隸，瑪莉之夫。
1834年與德爾菲小女兒偷情而遭德爾菲虐待，被掛上牛頭滿足德爾菲變態的慾望成為半人半牛的神話怪獸米諾陶洛斯。在現代被瑪莉派去襲擊學院，進而造成奎妮死亡。而作為報復，費歐娜將其頭顱送回給瑪莉，已表示兩邊開戰。
- 珍妮佛·林·華倫飾演瑪莉-德菲爾·蘿勃茲「波姬塔」·拉勞里(Marie-Delphine Lopez "Borquita" LaLaurie)

德爾菲之長女。
為德爾菲最喜愛的長女，在母親把未婚夫嚇跑逃離家族與妹妹們計畫把母親抓捕並殺死在閣樓，但先被母親偷聽到計畫而被母親關在閣樓裡與妹妹們及奴隸一同被凌虐，並威脅在聖誕節早上會把她的嘴塞滿糞便。最終遭到瑪莉·拉馮與她的暴徒們處以私刑殺害並吊給拉勞里看。
- 艾希琳·蘿絲飾演瑪莉-路易斯·珍妮「珍妮」·拉勞里(Marie-Louise Jeanne "Jeanne" LaLaurie)

德爾菲之二女，擅長女工。
與姊妹們及父親被瑪莉·拉馮與她的暴徒們處以私刑殺害並吊給拉勞里看。
- 芮登·格里爾 飾演 瑪莉-路易斯·保羅琳「保羅琳」·拉勞里(Marie-Louise Pauline "Pauline" LaLaurie)

黛爾菲之小女。
與巴斯提安發生關係，而使得巴斯提安遭母親虐殺，自己也遭受母親虐待。最終與姊姊們及父親被瑪莉·拉馮與她的暴徒們處以私刑殺害並吊給拉勞里看。
- 史考特·麥可·傑佛森 飾演 路易斯·拉勞里(Louis LaLaurie)

黛爾菲之夫。
知情妻子凌虐女兒們及奴隸的事。他的事業包含黛爾菲從奴隸胰臟中提取出的美容藥膏。因其出軌而迫使黛爾菲遭瑪莉·拉馮煽動喝下不老不死藥。最終與女兒們被瑪莉·拉馮與她的暴徒們處以私刑殺害。

## 集數
| 總集數 | 集數 （季） | 標題                                                         | 導演                | 編劇                       | 首播日期       | 製作 代碼 | U.S.收視人數 （百萬） |
| ------ | ----------- | ------------------------------------------------------------ | ------------------- | -------------------------- | -------------- | --------- | --------------------- |
| 26     | 1           | 婊術 Bitchcraft                                              | Alfonso Gomez-Rejon | Ryan Murphy & Brad Falchuk | 2013年10月9日  | 3ATS01    | 5.54                  |
| 27     | 2           | 男孩的肢體 Boy Parts                                         | Michael Rymer       | Tim Minear                 | 2013年10月16日 | 3ATS02    | 4.51                  |
| 28     | 3           | 替代品 The Replacements                                      | Alfonso Gomez-Rejon | James Wong                 | 2013年10月23日 | 3ATS03    | 3.78                  |
| 29     | 4           | 恐怖惡搞 Fearful Pranks Ensue                                | Michael Uppendahl   | Jennifer Salt              | 2013年10月30日 | 3ATS04    | 3.71                  |
| 30     | 5           | 燃燒吧，女巫。燃燒吧！ Burn, Witch. Burn!                    | Jeremy Podeswa      | Jessica Sharzer            | 2013年11月6日  | 3ATS05    | 3.80                  |
| 31     | 6           | 斧頭殺手降臨 The Axeman Cometh                               | Michael Uppendahl   | Douglas Petrie             | 2013年11月13日 | 3ATS06    | 4.16                  |
| 32     | 7           | 死者 The Dead                                                | Bradley Buecker     | Brad Falchuk               | 2013年11月20日 | 3ATS07    | 4.00                  |
| 33     | 8           | 神聖讓賢 The Sacred Taking                                   | Alfonso Gomez-Rejon | Ryan Murphy                | 2013年12月4日  | 3ATS08    | 4.07                  |
| 34     | 9           | 頭 Head                                                      | 霍華德·德芝         | Tim Minear                 | 2013年12月11日 | 3ATS09    | 3.94                  |
| 35     | 10          | 史蒂薇·尼克斯的魔力快感 The Magical Delights of Stevie Nicks | Alfonso Gomez-Rejon | James Wong                 | 2014年1月8日   | 3ATS10    | 3.49                  |
| 36     | 11          | 守護女巫集會 Protect the Coven                               | Bradley Buecker     | Jennifer Salt              | 2014年1月15日  | 3ATS11    | 3.46                  |
| 37     | 12          | 前往地獄 Go to Hell                                          | Alfonso Gomez-Rejon | Jessica Sharzer            | 2014年1月22日  | 3ATS12    | 3.35                  |
| 38     | 13          | 七大奇蹟 The Seven Wonders                                   | Alfonso Gomez-Rejon | Douglas Petrie             | 2014年1月29日  | 3ATS13    | 4.24                  |

## 反響

### 評價
《美國恐怖故事》第三季《女巫集會》獲得了正面好評。爛番茄給出了83％的新鮮度，7.24/10分。
| 《{{{title}}}》（2013–14年）：烂番茄追踪到的所有评论家的评论中，正面评论占比 |                                                              |
|                                                                              | 由于已知的技术原因，图表暂时不可用。带来不便，我们深表歉意。 |

### 獎項和提名
在第三季中，該系列獲得74項提名，其中14項獲獎。
- 第71屆金球獎
  - 提名—最佳連續短劇或電視電影
  - 提名—最佳連續短劇與電視電影女主角：潔西卡·蘭芝
- 第20屆美國演員工會獎
  - 提名—戲劇類最佳女主角：潔西卡·蘭芝

## 外部連結
- 官方网站
- 《American Horror Story》各集列表 来自互联网电影数据库
- List of American Horror Story episodes （页面存档备份，存于） at TV.com
- 豆瓣电影上《美國恐怖故事：女巫集會》的資料 （简体中文）